# Asthenes moreirae
El piscuiz de Itatiaia (Asthenes moreirae) es una especie de ave paseriforme de la familia Furnariidae perteneciente al numeroso género Asthenes. Era el único miembro del género Oreophylax hasta que los datos genéticos indicaron que dicho género estaba incluido en Asthenes. Es endémica de una región restringida de las montañas del sureste de Brasil.

## Distribución y hábitat

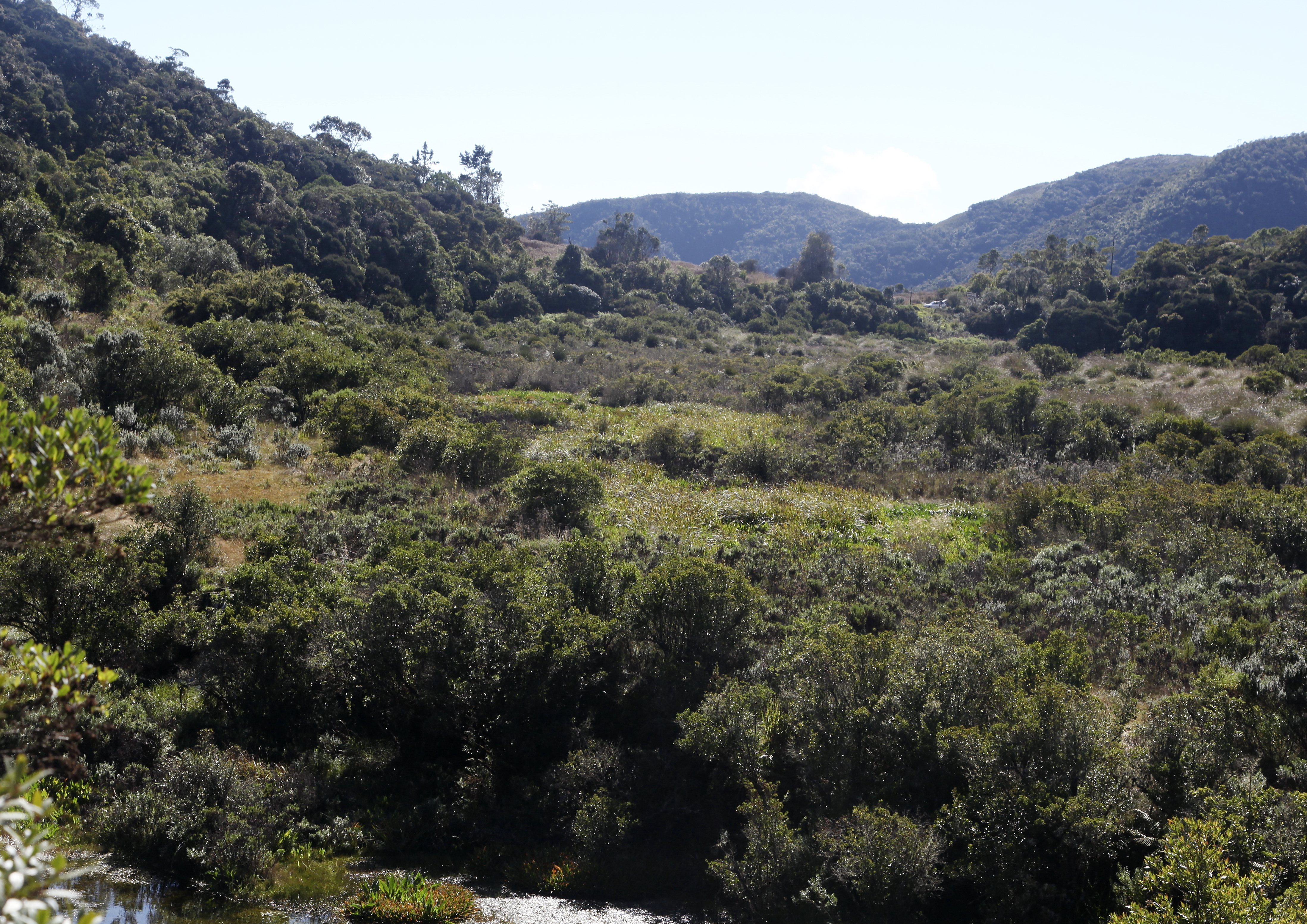
Brejo da Lapa, 2160 m de altitud, parque nacional de Itatiaia, Itamonte, Minas Gerais, ejemplo de hábitat de la especie.

Se distribuye en las montañas del sureste de Brasil: Serra do Caraça, Serra do Itatiaia, Serra do Caparaó y Serra dos Órgãos en los estados de Minas Gerais, noreste de São Paulo, Río de Janeiro y sur de Espírito Santo.
Esta especie es considerada bastante común pero muy local en su hábitat natural: áreas con matorralles bajos y pastizales rústicos montanos, entre los 1900 y 2800 m de altitud.

## Sistemática

### Descripción original
La especie A. moreirae fue descrita por primera vez por el zoólogo brasileño Alípio de Miranda Ribeiro en 1905 bajo el nombre científico Synallaxis moreirae; la localidad tipo es: «Monte Redondo y Retiro de Ramas, Serra do Itatiaia, Rio de Janeiro, Brasil».

### Etimología
El nombre genérico femenino «Asthenes» deriva del término griego «ασθενης asthenēs»: insignificante; y el nombre de la especie «moreirae», conmemora al zoólogo brasileño Carlos Moreira (1869-1946).

### Taxonomía
Tradicionalmente estuvo incluida en un género monotípico Oreophylax, o junto a varias otras en un género Schizoeaca, hasta que datos genético-moleculares recientes encontraron que todos los taxones listados en esos dos géneros estaban compreendidos dentro de Asthenes. Esta inclusión fue aprobada por el Comité de Clasificación de Sudamérica (SACC) en la Propuesta N° 434. Es monotípica.